# Comuna Velîki Puzîrkî, Izeaslav
Velîki Puzîrkî (în ucraineană Великі Пузирки) este o comună în raionul Izeaslav, regiunea Hmelnîțkîi, Ucraina, formată din satele Mala Medvedivka, Tarasivka și Velîki Puzîrkî (reședința).

## Demografie
Componența lingvistică a comunei Velîki Puzîrkî
     Ucraineană (99,68%)
     Alte limbi (0,32%)
Conform recensământului din 2001, majoritatea populației comunei Velîki Puzîrkî era vorbitoare de ucraineană (99,68%), existând în minoritate și vorbitori de alte limbi.